# Andrea Aureli
Andrea Aureli (* 5. März 1923 in Terni; † 5. November 2007 in Rom, Künstlername Andrew Ray) war ein italienischer Schauspieler.

## Leben
Aureli belegte nach Abschluss der Schule zunächst Kurse in Rechtswissenschaften, ging aber bald, 1946, mit einem Stipendium auf das Centro Sperimentale di Cinematografia, wo er auch Arbeiten über die Filme Paisà und Intolerance verfasste. 1947 diplomierte der Kurskollege von Lucio Fulci und erhielt seine erste Filmrolle; aber erst ab 1952 begann er eine stetige und umfangreiche Karriere, in der er vornehmlich in Abenteuerfilmen aller Art meist Charakterrollen übernahm; selten sympathische, oftmals dem Filmhelden feindlich gesinnte Figuren. So drehte er zahlreiche Sandalenfilme, Italowestern und Mantel-und-Degen-Filme, später viele Polizeifilme, aber auch Komödien. Eine intensive Arbeitsbeziehung verband ihn mit Regisseur Carlo Ludovico Bragaglia, bei dem er in etwa 20 Filmen auftrat – insgesamt verzeichnet seine Filmografie über 140 Auftritte bis 1987; seitdem war er nur noch zweimal zu sehen gewesen. Auch für das Fernsehen war Aureli in den 1970er Jahren tätig.
Aureli wurde oft anglisiert als Andrew Ray gelistet.

## Filmografie (Auswahl)
- 1947: L'ebreo errante
- 1952: Cristo è passato sull'aia
- 1957: Der schwarze Teufel (Il diavolo nero)
- 1958: Kreuz und Schwert (La spada e la croce)
- 1958: Aphrodite – Göttin der Liebe (Afrodite, dea dell'amore)
- 1958: Der Korsar von Monte Forte (Il pirata dello sparviero nero)
- 1959: Aufstand der Legionen (Salambo)
- 1959: Hannibal (Annibale)
- 1959: Die Legionen des Cäsaren (Le legioni di Cleopatra)
- 1959: Die Musketiere des Teufels (I cavalieri del diavolo)
- 1960: Der Letzte der Wikinger (L'ultimo dei Vichinghi)
- 1960: Die Liebesnächte des Herkules (Gli amori di Ercole)
- 1961: Die Horden des Khan (Ursus e la ragazza tartara)
- 1962: Germanicus in der Unterwelt (Maciste contro i mostri)
- 1962: Kampf der Giganten (Ursus gladiatore ribelle)
- 1962: Der Mann mit der Schärpe (Lo cambio delle guarde)
- 1962: Tiger der Meere (La tigre dei sette mari)
- 1962: Die Zerstörung von Rom (Il crollo di Roma)
- 1962: Zorro gegen Maciste – Kampf der Unbesiegbaren (Zorro contro Maciste)
- 1963: Die Sklavinnen von Damaskus (L'eroe di Babilonia)
- 1964: Herkules – Rächer von Rom (Ercole contro Roma)
- 1964: Die letzten Zwei vom Rio Bravo (Le pistole non discutono)
- 1964: Samson gegen die Korsaren des Teufels (Sansone contro il Corsaro nero)
- 1965: Die Rache des Ivanhoe (La rivincita di Ivanhoe)
- 1965: Colorado Charlie
- 1965: Höllenhunde des Secret Service (Superseven chiama Cairo)
- 1966: 100.000 Dollar für einen Colt (La muerte cumple condena)
- 1966: El Rocho – der Töter (El Rojo)
- 1966: Ringo mit den goldenen Pistolen (Johnny Oro)
- 1967: Mister Zehn Prozent – Miezen und Moneten (Sigpress contro Scotland Yard)
- 1969: Sabata (Ehi amico… c'è Sabata, hai chiuso!)
- 1969: Um sie war der Hauch des Todes (Los desesperados)
- 1970: Adios, Sabata (Indio Black, sai che ti dico: Sei un gran figlio di…)
- 1970: Die Bestie (La belva)
- 1970: Django – Die Nacht der langen Messer (Ciakmull)
- 1971: Lady Frankenstein (La figlia di Frankenstein)
- 1971: Untersuchungshaft (Detenuto in attesa di giudizio)
- 1972: Quäle nie ein Kind zum Scherz (Non si sevizia un paperino)
- 1973: Der Mann mit der Kugelpeitsche (Il mio nome è Shangai Joe)
- 1974: Mussolini – Die letzten Tage (Mussolini: Ultimo atto)
- 1975: Das Ultimatum läuft ab (Mark il poliziotto spara per prima)
- 1976: The 44 Specialist (Mark colpisce ancora)
- 1977: Der Mann aus Virginia (California)
- 1977: Der Superbulle räumt die Wüste auf (Il figlio dello sceicco)
- 1979: Das Gasthaus zur Wollust (La locanda della maladolescenza)
- 1979: Ein Mann auf den Knien (Un uomo in ginocchio)
- 1979: Der Superbulle jagt den Ripper (Assassinio sul Tevere)
- 1981: Eine Kugel für den Bullen (Il carabiniere)
- 1981: Zwei tote Hosen sahnen ab (Uno contro l'altro, praticamente amici)
- 1982: Das Schlitzohr vom Highway 101 (Delitto sull'autostrada)
- 1984: Die hundert Tage von Palermo (Cento giorni a Palermo)
- 1998: La donna del treno (TV-Miniserie)